# Visseiche
Visseiche är en kommun i departementet Ille-et-Vilaine i regionen Bretagne i nordvästra Frankrike. Kommunen ligger i kantonen La Guerche-de-Bretagne som tillhör arrondissementet Fougères-Vitré. År 2022 hade Visseiche 868 invånare.

## Befolkningsutveckling
Antalet invånare i kommunen Visseiche
Referens:INSEE